# Икбол (район Рудаки)
Икбо́л (тадж. Иқбол; до 2008 года — Кизил Байрак) — село в районе Рудаки Республики Таджикистан. Входит в состав джамоата (сельской общины) Зайнабобод района Рудаки.
Находится на расстоянии 7 км от райцентра (пгт. Сомониён) и 3 км от центра общины (село Комсомол).
Население — 4464 чел. (2017).